# South Island, Nunavut
South Island är en ö i Kanada.   Den ligger i territoriet Nunavut, i den nordöstra delen av landet, 2 900 km norr om huvudstaden Ottawa. Arean är 11,3 kvadratkilometer.
Terrängen på South Island är platt. Öns högsta punkt är 117 meter över havet. Den sträcker sig 4,8 kilometer i nord-sydlig riktning, och 3,8 kilometer i öst-västlig riktning.
Trakten runt South Island är permanent täckt av is och snö. Trakten runt South Island är nära nog obefolkad, med mindre än två invånare per kvadratkilometer.